# Verkehrswesen in Haiti
Das Verkehrswesen in Haiti ist durch die Nutzung überwiegend schlecht ausgebauter Straßen geprägt. Schienengebundene Transportsysteme gibt es nicht mehr. Die Häfen des Landes haben eine geringe Kapazität und verfügen kaum über international übliche Be- und Entladungseinrichtungen. Der Luftfahrt stehen neben dem internationalen Flughafen von Port-au-Prince einige regionale Flugplätze zur Verfügung.
Die mangelhafte Transportinfrastruktur stellt ein wesentliches Hindernis bei den Bemühungen dar, Haiti wirtschaftlich und gesellschaftlich zu entwickeln.
Innerhalb der Regierung Haitis ist das Ministère des Travaux Publics Transports et Communications für das Verkehrswesen des Landes zuständig.

## Straßensystem

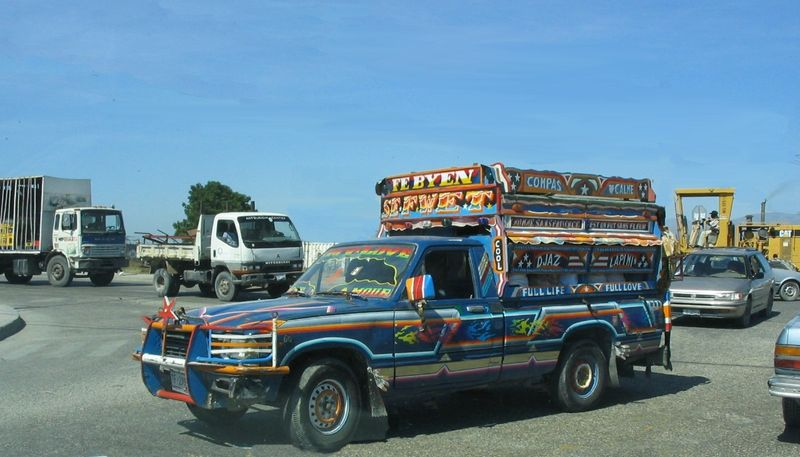
Zu einem Tap-Tap umgebauter Pick-up

Statistisch erfasst sind die Nationalstraßen (RN) und Straßen auf Ebene der Départements (RD), die Städte und Orte mit den Nationalstraßen verbinden. Die Gesamtlänge beträgt rund 4.370 km, von denen nur 1.700 km asphaltiert sind.

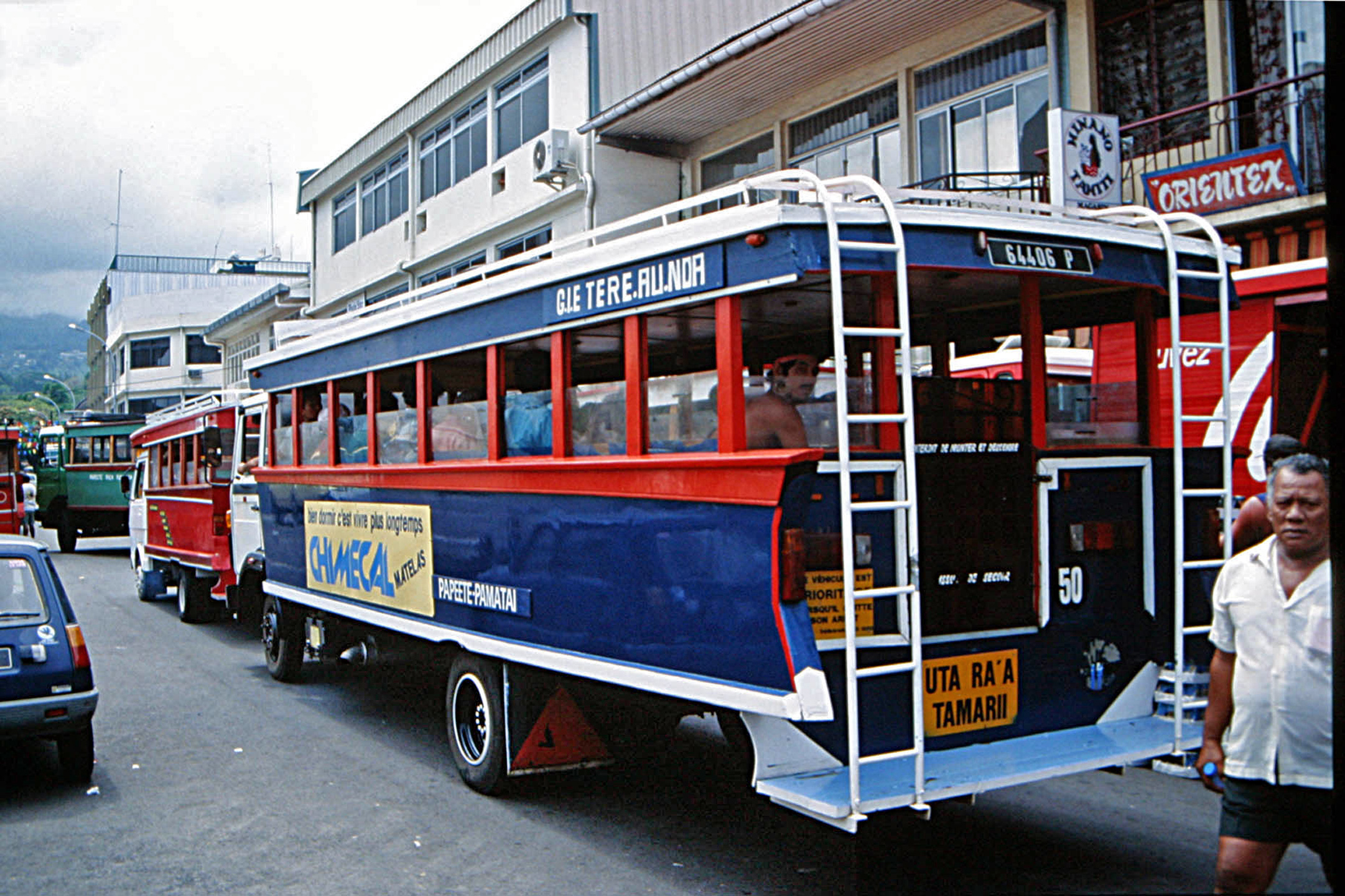
Tap-Tap-Bus in Port-au-Prince

Innerstädtisch ist der Straßenverkehr auf historisch entstandenen Wege und Straßen angewiesen. Es mangelt an modernen Lösungen zur Bewältigung eines hohen Verkehrsaufkommens. Im Stadtteil Delmas der haitianischen Hauptstadtregion Port-au-Prince wurde die erste größere Straßenüberführung des Landes als Ersatz für eine niveaugleiche Kreuzung geplant.
Als öffentliches Verkehrsmittel dient das Tap-Tap, wobei es sich um eine Art Sammeltaxis mit festen Routen handelt. Tap-Taps sind reich verzierte Fahrzeuge von der Größe normaler, offener Pick-up Lieferwagen bis hin zu Reisebussen.

### Route Nationale 1
Die Route Nationale 1 (RN-1) hat eine Länge von 243 km und ist die wichtigste Schnellstraße in Nord-Süd-Richtung zwischen Port-au-Prince bis Cap-Haïtien. Sie verläuft weitgehend parallel zur Küste des Golfs von Gonâve. Die RN-1 bedient die großen Städte an der Küste und Ballungsgebiete wie Milot, L'Estere und Gonaïves im Norden bis hinunter zur Artibonite-Ebene sowie Saint-Marc, Montrouis, die Arcahaie Küste und Cabaret weiter südlich. Verbindungen bestehen zu folgenden Straßen: RN-2 in Port-au-Prince, RN-8 in Croix-des-Bouquets, RN-3 in Croix-des-Bouquets, RD-114 in Cabaret, RD-115 in Cabaret, RD-11 in Saint-Marc, RD-107 in L'Estère, RD-102 in Gonaïves, RN-5 in Gonaïves, RD-103 in Ennery, RD-109 in Plaisance, RD-116 in Plaisance, RD-104 in Limbé, RD-110 in Limbé und RN-6 in Cap-Haïtien.

### Route Nationale 2

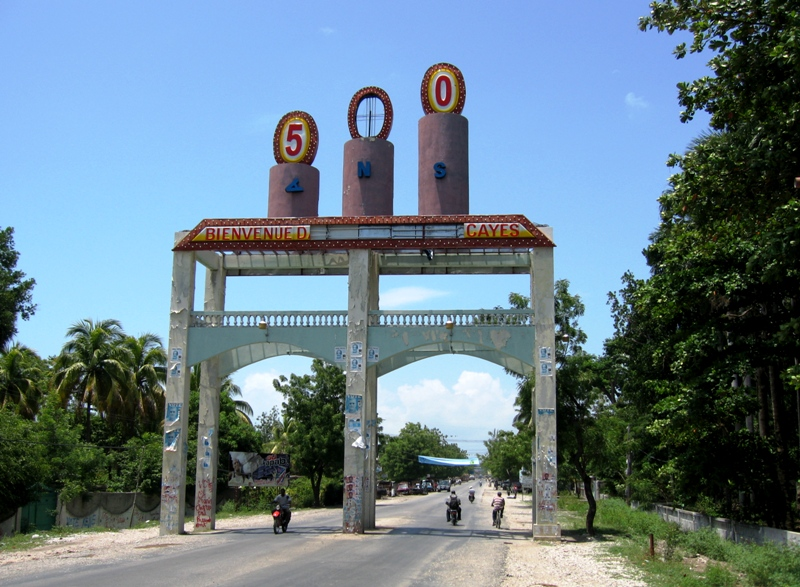
Nationalstraße 2 (RN-2) in Les Cayes

Die Route Nationale 2 (RN-2) hat eine Länge von 186 km. Sie ist die südliche Schnellstraße in West-Ost-Richtung, die vom westlichen Ende der Tiburon-Halbinsel (Arrondissement Les Cayes) im Departement Sud bis zur RN-1 in Port-au-Prince führt. Zu den größeren Städten, die die RN-2 verbindet, gehören (von Westen nach Osten) Les Cayes, Aquin, Miragoâne, Léogâne, Petit-Goâve, Gressier, Carrefour und Port-au-Prince. Die RN-2 ist innerhalb von Port-au-Prince als Boulevard Jean-Jacques Dessalines und außerhalb der Hauptstadtregion als Route du Sud bekannt. Verbindungen bestehen zu folgenden Straßen: RN-7 in Les Cayes, RD-205 in Les Cayes, RD-204 in Cavaillon, RC-200-C in Cavaillon, RD-202 in Miragoâne, RD-21 in Miragoâne, RN-4 in Léogâne, RD-108 in Port-au-Prince und RN-1 in Port-au-Prince.

### Route Nationale 3

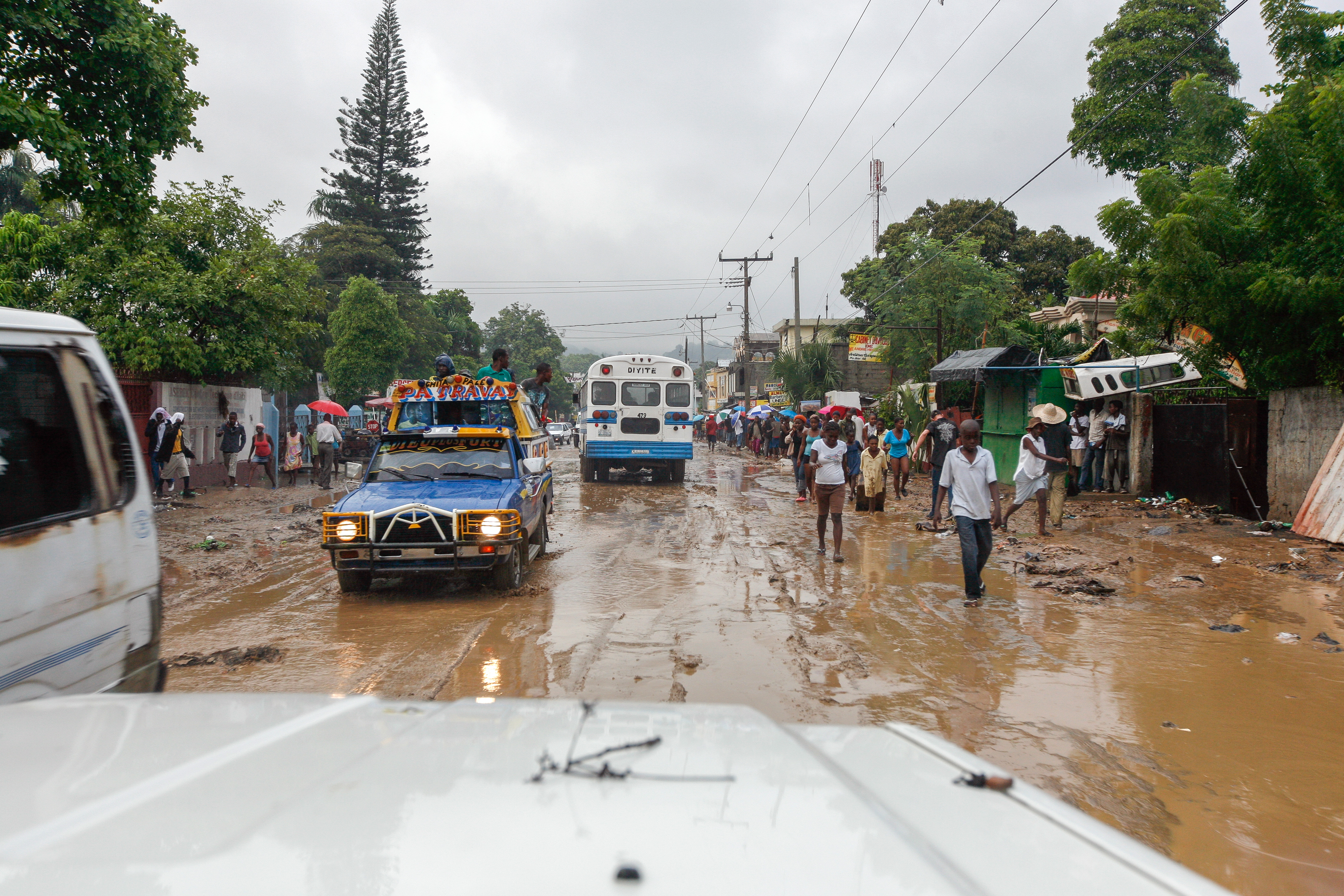
RN-3 in Cap-Haitien nach einem tropischen Wirbelsturm

Die Route Nationale 3 (RN-3) hat eine Länge von 191 km. Sie ist eine Nord-Süd-Schnellstraße, die durch das Zentralplateau von Haiti führt. Ihre beiden südlichen Endpunkte sind Croix-des-Bouquets im Departement Ouest die Kreuzung mit der RN-1 in Bon Repo, und die Kreuzung mit der RN-8. Ihr nördlicher Endpunkt befindet sich in Cap-Haïtien, wo sie sich mit der RN-6 kreuzt. Zu den großen Orten, die an der RN-3 liegen, gehören Hinche und Mirebalais im Zentrum und Saint-Raphael im Norden. Verbindungen bestehen zu folgenden Straßen: RN-1 in Bon Repo, RN-8 in Croix-des-Bouquets, RD-11 in Mirebalais, RD-301 in Mirebalais, RD-304 in Hinche, RD-302 in Hinche, RD-305 in Colladère, RD-307 in Saint-Raphaël, RD-61 in Milot und RN-6 in Cap Haitien.

### Route Nationale 4

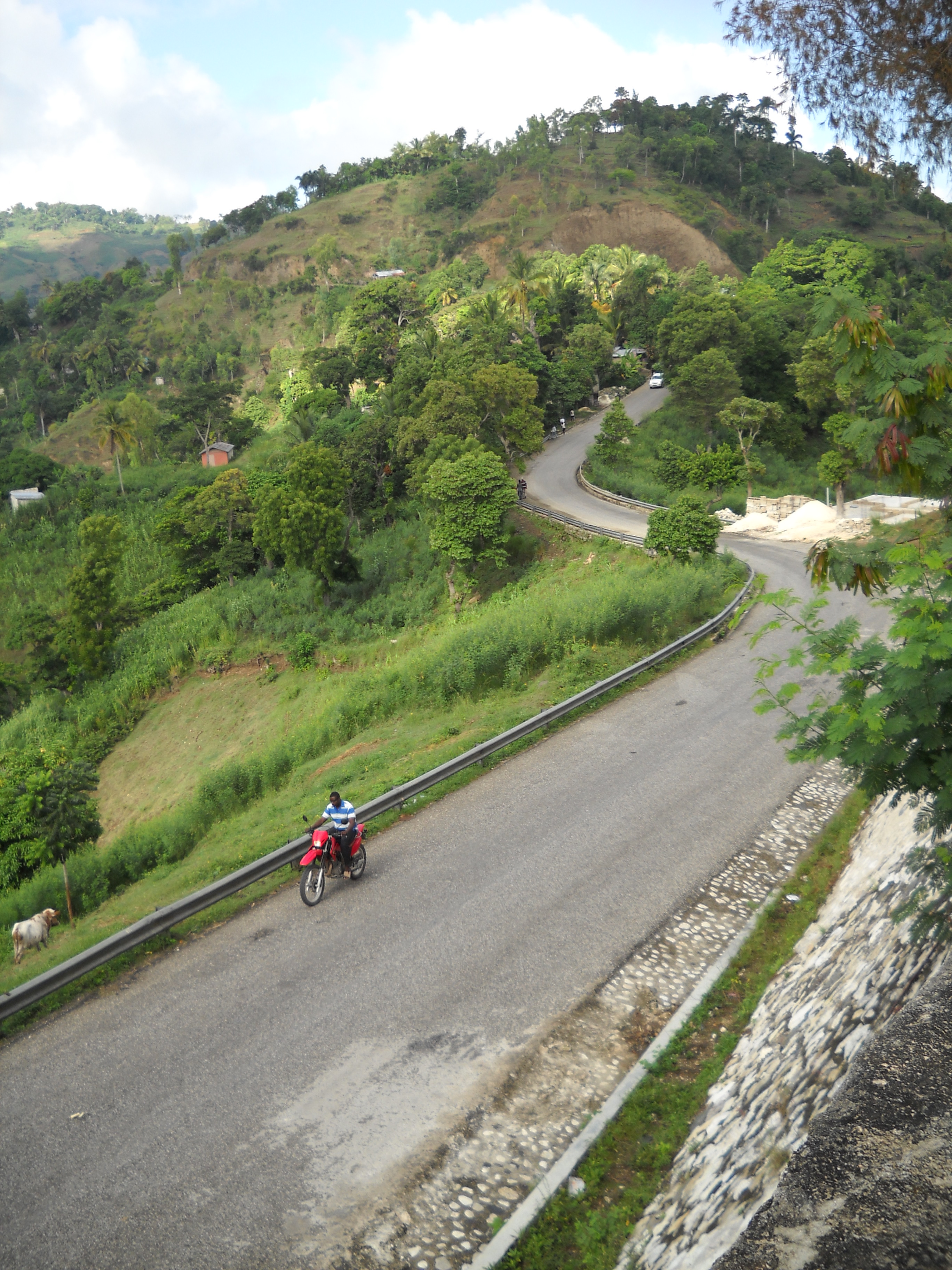
Die RN-4 in den Bergen nördlich von Jacmel

Die Route Nationale 4 (RN-4) hat eine Länge von 44 km. Sie führt entlang einer Süd-Nord-Achse und verläuft vollständig parallel zur Route de L'Amite, die den Golf von Gonâve mit dem Karibischen Meer verbindet. Die RN-4 beginnt an einer Kreuzung mit RD-402 im Stadtzentrum von Jacmel im Süden und endet im Norden an einer Kreuzung mit der RN-2 im Arrondissement Léogâne. Die RN-4 kreuzt sich mit der RD-401, die Zugang zum Jacmel-Tal, zur Region Bainet und zur Südküste Haitis bietet.

### Route Nationale 5
Die Route Nationale 5 (RN-5) hat eine Länge von 72 km. Sie führt im Nordwesten Haitis von Gonaïves nach Port-de-Paix. Ausgehend von einer Kreuzung mit der RN-1 in Gonaïves führt sie über Gros-Morne, wo die RD-116 abzweigt, Bassin-Bleu und Chansolme. An ihrem Ende in Port-de-Paix ist der Übergang auf die Küstenstraßen RD-151 und RD-152 möglich.

### Route Nationale 6
Die Route Nationale 6 (RN-6) hat eine Länge von 66 km. Sie verbindet im Nordosten des Landes die Stadt Cap-Haitien mit der Grenze zur Dominikanischen Republik bei Ouanaminthe. Zu den großen Orten, die an der RN-6 liegen, gehören Limonade, Trou-du-Nord und Fort-Liberté. Verbindungen bestehen zu folgenden Straßen: RN-1 in Cap-Haïtien, RN-3 in Quartier-Morin, RD-63 in Trou-du-Nord, RD-602 und RD 602-A in Ouanaminthe sowie der dominikanischen DR-45 an der Grenze.

### Route Nationale 7
Die Route Nationale 7 (RN-7) hat eine Länge von 95 km. Sie verbindet im Südwesten des Landes die Städte Les Cayes und Jérémie. Verbindungen bestehen zu folgenden Straßen: RN-2 und RD-25 in Les Cayes, RD-701 in Pestel, RD-703 in Roseaux und RD-72 in Jérémie.

### Route Nationale 8
Die Route Nationale 8 (RN-8) hat eine Länge von 48 km. Sie verbindet die Metropolregion Port-au-Prince, beginnend in der Vorstadt Croix-des-Bouquets, mit der Grenze zur Dominikanischen Republik bei Malpasse. Ihr östlicher, unmittelbar am Étang Saumâtre, dem größten See der Insel Hispaniola, entlangführender Abschnitt besteht nur aus einer Schotterpiste, die nach größeren Niederschlägen überschwemmt wird. Verbindungen bestehen zu folgenden Straßen: RN-1 und RN-3 in Croix-des-Bouquets, RD-801 in Ganthier und der dominikanischen DR-46 an der Grenze.

## Schienenverkehr (historisch)

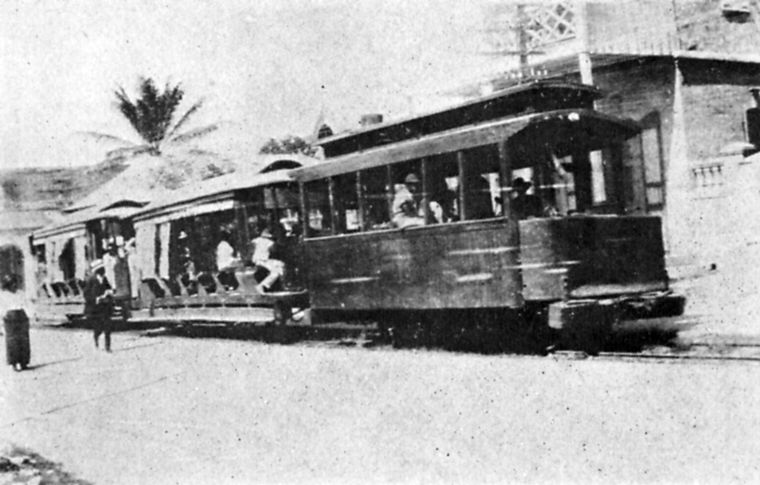
Nach Léogâne fahrender Zug (1921)

Im Jahr 1910 plante der haitianische Präsident François Antoine Simon den Bau von Eisenbahnstrecken, die Cap-Haïtien mit Port-au-Prince und Port-au-Prince über Léogâne mit Les Cayes verbinden sollten. Tatsächlich entstanden jedoch nur drei Teilabschnitte:
- Gonaïves - Ennery
- Cap-Haïtien - Grande-Rivière-du-Nord - Bahon (10 km östlich von Saint-Raphaël)
- Port-au-Prince - Saint-Marc - Verrettes.

Sie verfügten über eine Spurweite von 1067 mm. Zwei dieser Abschnitte wurden im Jahr 1960 stillgelegt.
Es gab ferner zwei privat betriebene Schmalspurlinien (762 mm) der Compagnie des chemins de fer du Nord, mit einer Streckenlänge von 121 Kilometern (bis 1970 in Betrieb) und der Compagnie des Chemins de Fer de la Plaine du Cul-de-Sac (CCFPCS). Die Routen waren
- Port-au-Prince - Léogâne
- Port-au-Prince - Thomazeau.

Während der Duvalier-Diktatur wurde im Jahr 1972 entschieden, dass Haiti keine Eisenbahn benötige. Die noch verbliebenen Gleise zwischen Port-au-Prince und Saint-Marc wurden abgebaut und verschrottet.

## Häfen und Schifffahrt

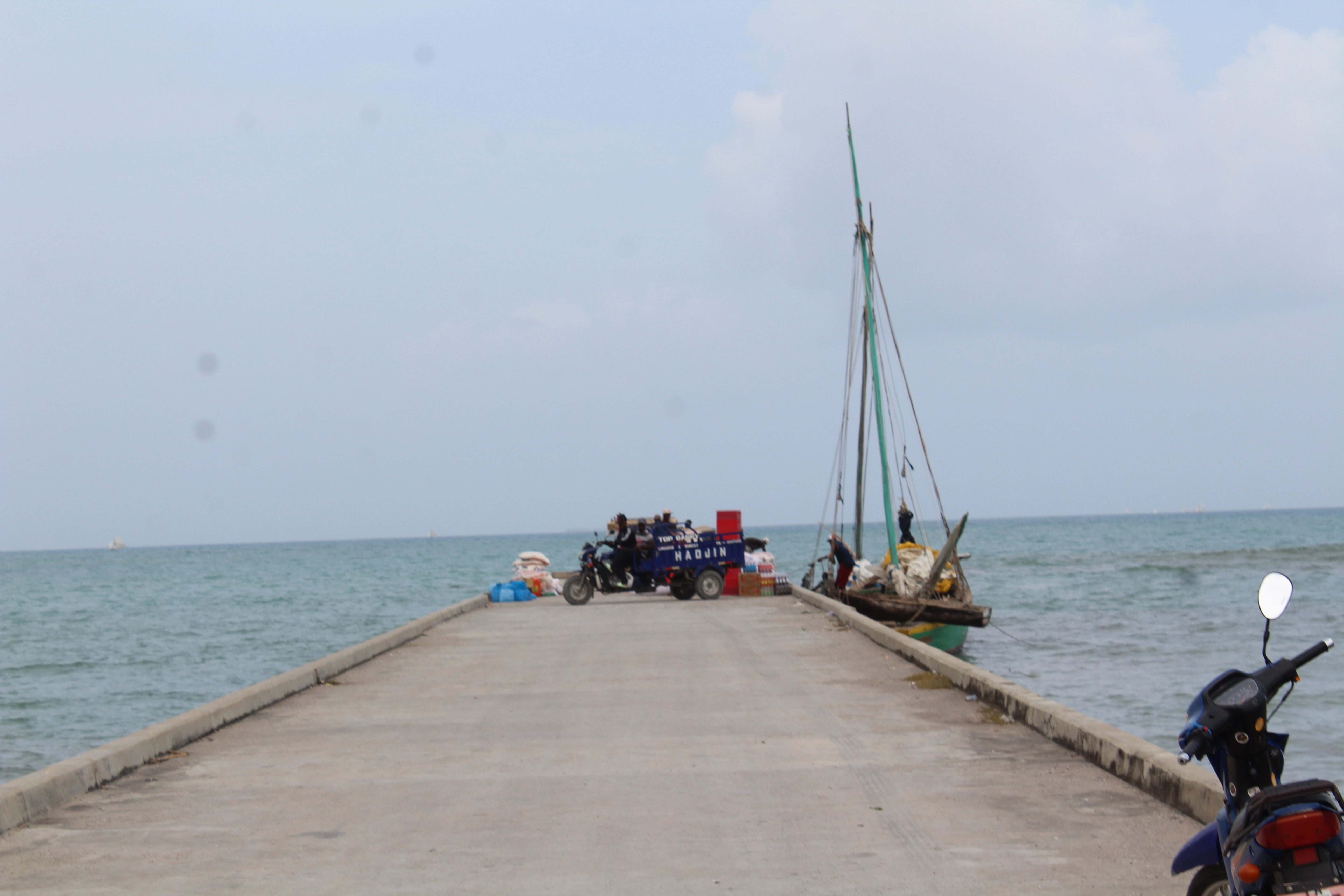
Anlegemole in Les Cayes

Das Transportministerium Haitis bezeichnet den Seeverkehr des Landes als „wenig effizient, sowohl aufgrund der Konzentration der maritimen Aktivitäten auf einige wenige Hafenzentren, deren Infrastruktur und Ausrüstung weitgehend verfallen sind, als auch aufgrund der Desorganisation des Managements von See- und Hafenoperationen und der Nichteinhaltung internationaler Standards“.
Die Häfen Haitis werden von der 1985 im Geschäftsbereich des Finanz- und Wirtschaftsministeriums eingerichteten Autorité Portuaire Nationale (APN) verwaltet.
Die Häfen von Port-au-Prince und Cap-Haitien werden von der internationalen Schifffahrt angelaufen. Es bestehen ferner Anlegestellen in Fort-Liberté, Port-de-Paix, Gonaïves, Saint-Marc, Carriès, Anse-à-Galets. La Saline, Petit-Goâve. Miragoâne, Jérémie, Anse-d’Hainault, Corail, Port-à-Piment, Les Cayes und Jacmel, die der Küsten- und Sportschifffahrt sowie der Fischerei dienen.

### Hafen Port-au-Prince

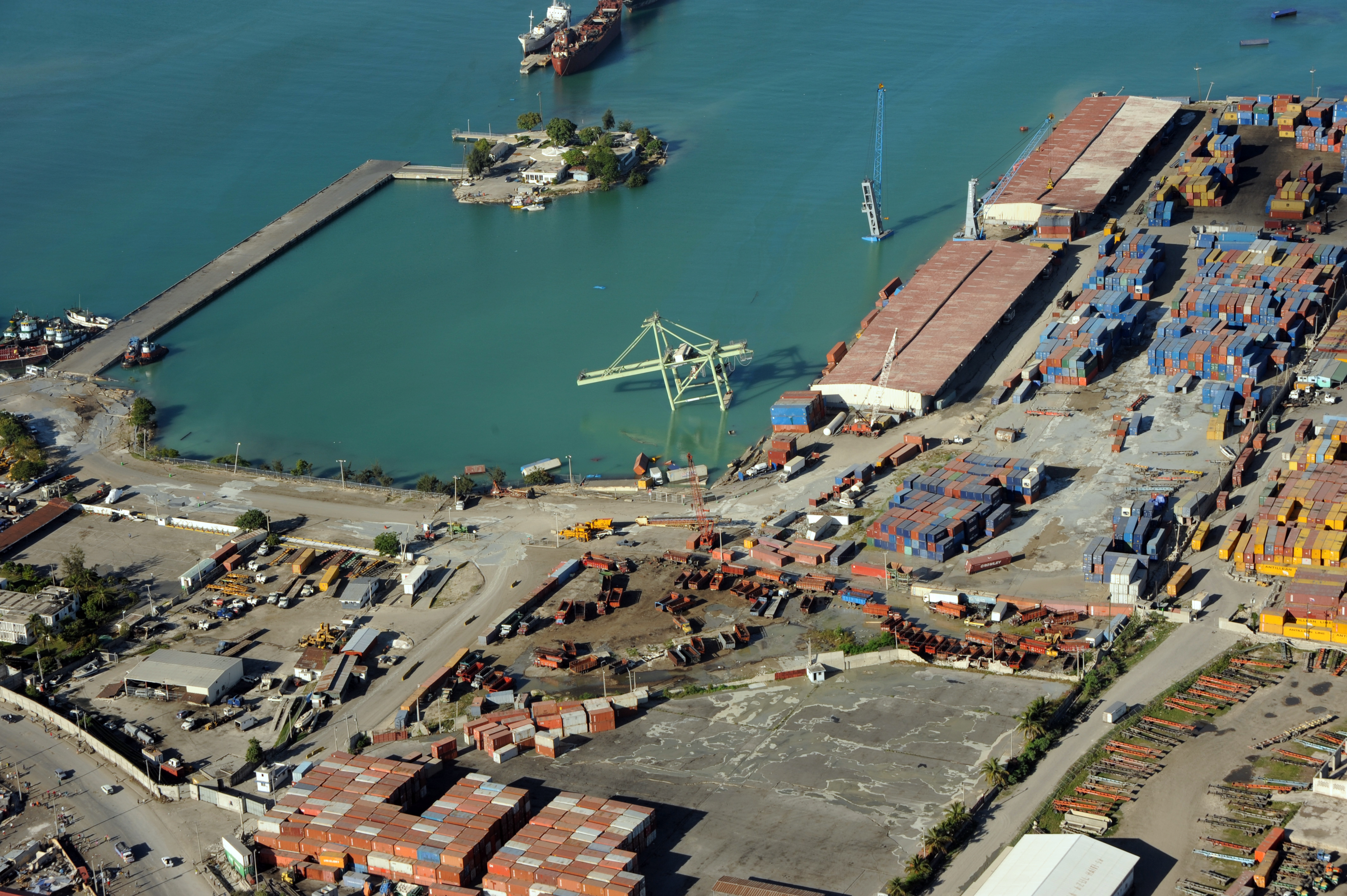
Der Hafen Port-au-Prince nach dem Erdbeben 2010

Der historisch gewachsene Hafen der Hauptstadt Haitis wurde im Jahr 1906 für 50 Jahre an ein amerikanisch-haitianisches Unternehmen verpachtet. Als Vorgängerorganisation der Autorité Portuaire Nationale (APN) entstand 1956 die Administration Portuaire de Port-au-Prince unter der Aufsicht der Banque de la République d'Haïti (BRH). Im Jahr 1999 galt der Hafen Port-au-Prince bezüglich Liegegebühren und verbundener Kosten als der teuerste des amerikanischen Kontinents.
Die Kaianlagen und Ladeeinrichtungen des Hafens wurden im Erdbeben vom 12. Januar 2010 stark in Mitleidenschaft gezogen.
Ausstattung vor dem Erdbeben:
- 7 Liegeplätze
- Zwei Ro-Ro-Liegeplätze, einer 14 m breit, der andere 29 m breit
- Gesamtlänge der Liegeplätze 1.250 Meter
- Wassertiefe an den Liegeplätzen 8 bis 10 Meter
- Ein Portalkran mit einer Kapazität von 30 Tonnen
- Ein Gabelstapler mit einer Kapazität von 33 Tonnen
- Sechs weitere Gabelstapler mit einer Kapazität zwischen 3 und 7 Tonnen
- Sechzehn Sattelschlepper
- Acht Tieflader für den Transport von Containern

Die Reede des Hafens verfügt über 11 Festmachertonnen.
Neben den öffentlichen Hafenanlagen bestehen in der Bucht von Port-au-Prince folgende Privatpiers, die vor allem für die Treibstoffversorgung des Landes von Bedeutung sind:
- Terminal Varreux (HASCO-Pier), 9 Meter Wassertiefe, ausgestattet mit Kran und Treibstoffleitung,
- Les Moulins d’Haiti (Lafiteau-Pier), 9 Meter Wassertiefe, ausgestattet mit Saugheber und Derricks für die Entladung von Getreide,
- La Cimenterie Nationale (Fond-Mombin-Pier), 8 Meter Wassertiefe, mobile Kräne zur Entladung von Kalkstein Ton und Sand zur Herstellung von Zement,
- Shell (Thor-Pier), 10 bis 18 Meter Wassertiefe, ausgestattet mit einer Treibstoffleitung und Speicherkapazität von 25.000 Tonnen Kraftstoff,
- Le Ciment du Sud (Thor-le-volant-Pier), 12 Meter Wassertiefe, mobile Kräne zur Entladung von Kalkstein Ton und Sand zur Herstellung von Zement.

### Hafen Cap-Haitien

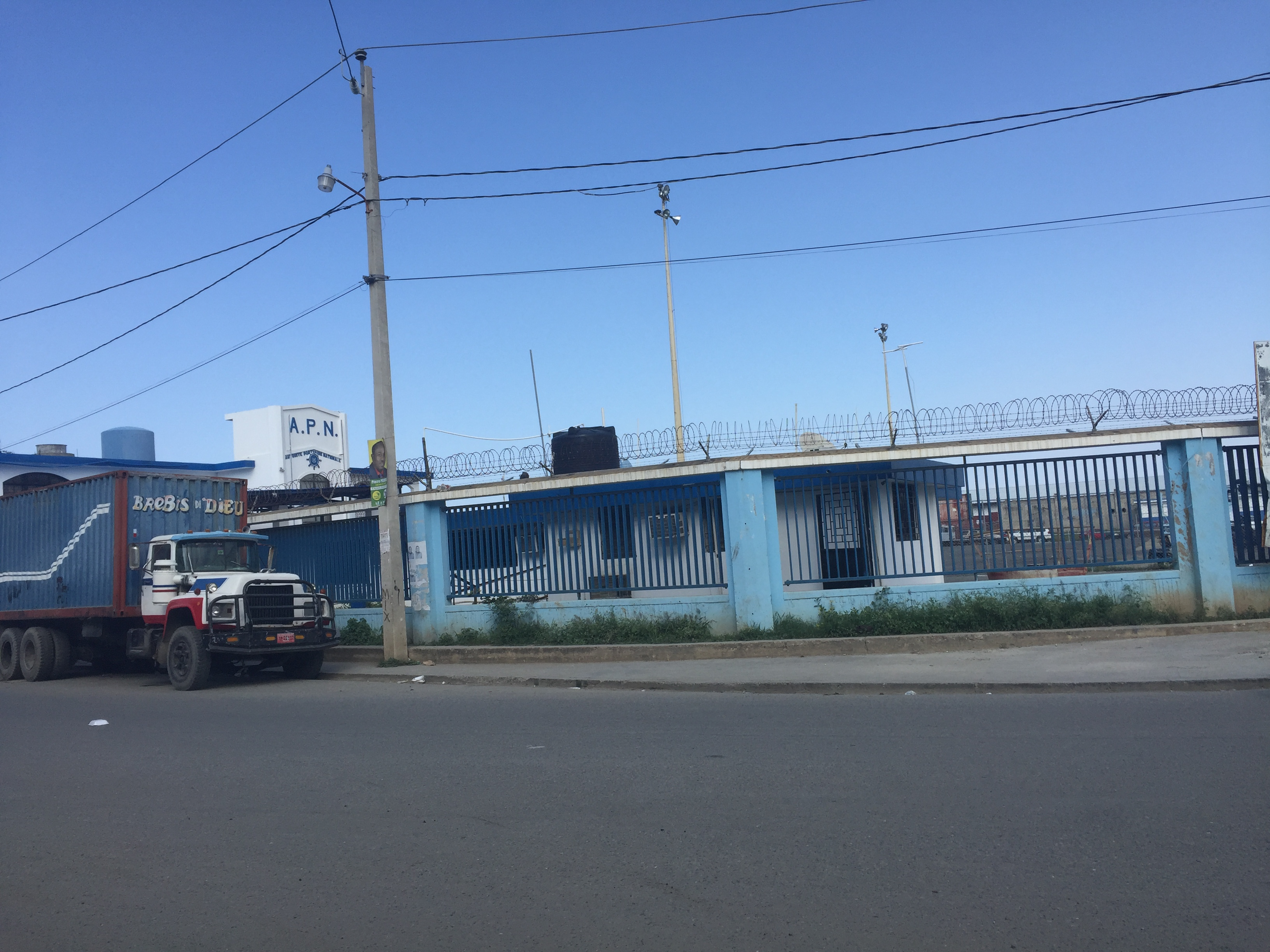
Hafen Cap-Haitien

Der Hafen Cap-Haitien ist über zwei gut betonnte Fahrwasser anzusteuern. Das westliche Fahrwasser ist 1 Meile lang und 10 bis 15 m tief, das östliche Fahrwasser wird kaum genutzt. Es besteht ein Wendebecken mit 11 bis 18 m Tiefe. Auf Reede ist eine Festmachertonne ausgelegt.
Der Hafen hat vier Molen:

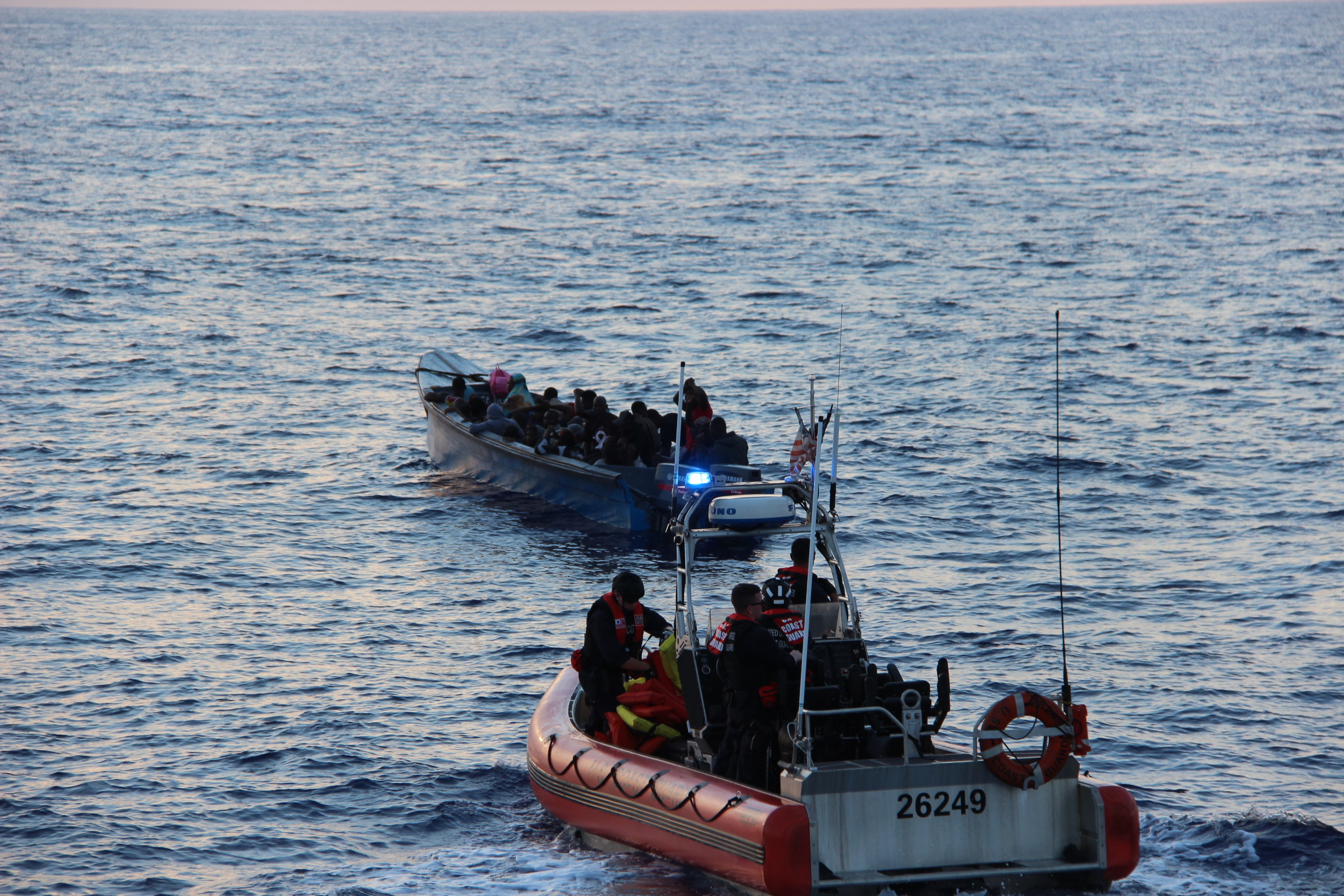
Küstenwache im Einsatz vor Cap-Haitien

- Cruise mit 176 m Länge und 10,5 m Wassertiefe,
- Internationaler Handel mit 250 m Länge und 9,5 m Wassertiefe (verfügt über eine Ro-Ro-Rampe von 30 m Breite, Stromanschluss für Kühlcontainer, überdachte Lagerfläche von 2210 m² und offene Lagerfläche von 72.000 m²),
- Kabotage mit 100 m Länge und 3,5 m Wassertiefe (Freilagerfläche von 0,5 ha),
- Jachthafen von 100 m Länge und 2,4 m Wassertiefe.

Die haitianische Küstenwache hat einen ihrer Hauptstützpunkte im Hafen Cap-Haïtien. Auch die U.S. Coast Guard operiert von hier aus.

## Luftverkehr

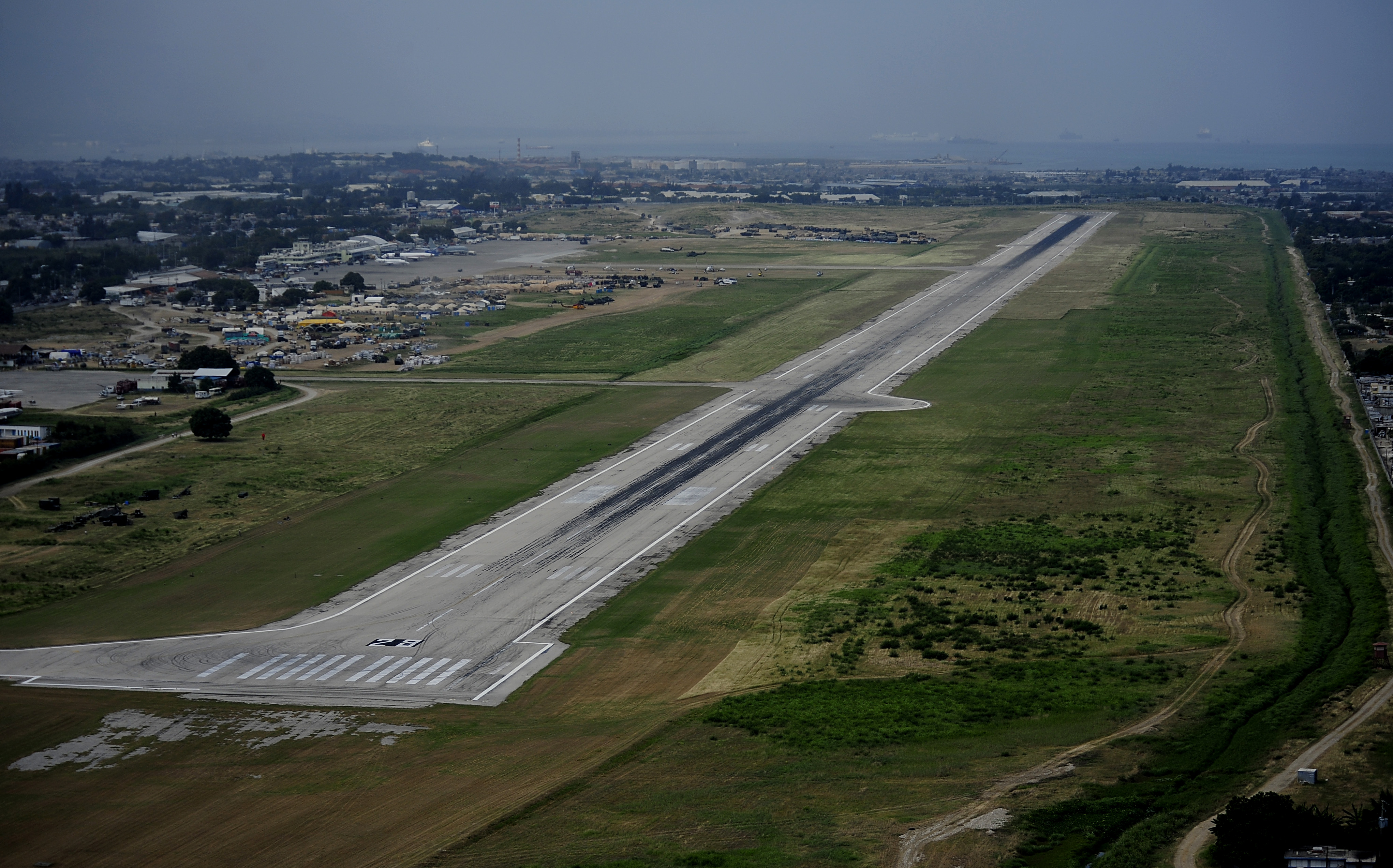
Toussaint L'Ouverture International Airport in Port-au-Prince

### Flughafen Port-au-Prince
Der Aéroport international Toussaint Louverture ist der wichtigste internationale Flughafen des Landes.
Im Zuge der Krise in Haiti seit 2018 kam es zu einer zeitweiligen Schließung des Flughafens. Die volatile Sicherheitslage führt weiterhin zu häufigen Änderungen der Flugpläne.
Grundsätzlich bestehen bzw. bestanden in den 2010er Jahren folgende regelmäßige Flugverbindungen:
- Curaçao mit Winair
- Fort Lauderdale (Vereinigte Staaten) mit Spirit Airlines
- Guadeloupe mit Air France
- Kingston (Jamaika) mit InterCaribbean Airways
- Martinique mit Air France
- Miami (Vereinigte Staaten) mit Air France, American Airlines
- Montréal mit Air Transat
- Nassau (Bahamas) mit Bahamasair
- New York (Vereinigte Staaten) mit Eastern Air Lines
- Paris-Orly (Frankreich) mit Air Caraïbes
- Providenciales (Turks- und Caicosinseln) mit Caicos Express Airways und InterCaribbean Airways
- Panama-Stadt (Panama) mit Copa Airlines
- Saint-Martin mit  Winair
- Santo Domingo (Dominikanische Republik) mit InterCaribbean Airways

Die haitianische Fluggesellschaft Sunrise Airways, deren Heimatflughafen Port-au-Prince ist, bietet Auslandsflüge an nach Camagüey, Havanna, Holguín und Santiago (Kuba), Curaçao, Montego Bay (Jamaika), Nassau (Bahamas) und Santo Domingo (Dominikanische Republik). Innerhalb Haitis fliegt sie nach Cap-Haïtien und Jérémie.

### Flughafen Cap-Haitien

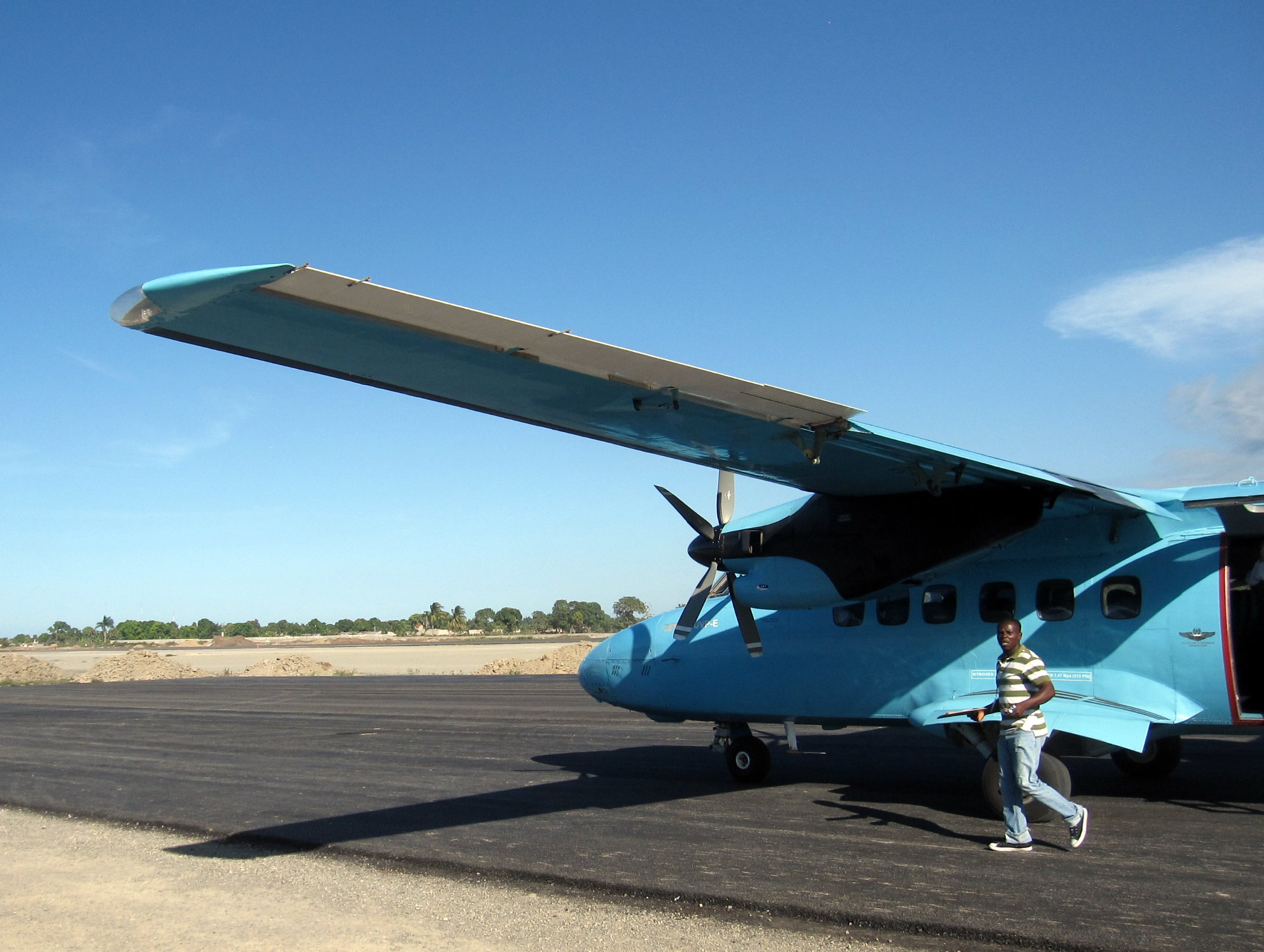
Kleines Passagierflugzeug auf dem Flugfeld von Cap-Haitien

Der Flughafen Cap-Haitien wurde nach dem Erdbeben des Jahres 2010 mit Unterstützung Venezuelas ausgebaut. Er verfügt über eine 2652 Meter lange Start- und Landebahn.
Folgende Ziele werden von Cap-Haitien aus von Fluggesellschaften regelmäßig mit Direktflügen bedient:
- Fort Lauderdale (Vereinigte Staaten) mit IBC Airways und Spirit Airlines
- Nassau (Bahamas) mit Bahamasair
- Providenciales (Turks- und Caicosinseln) mit Caicos Express Airways und InterCaribbean Airways

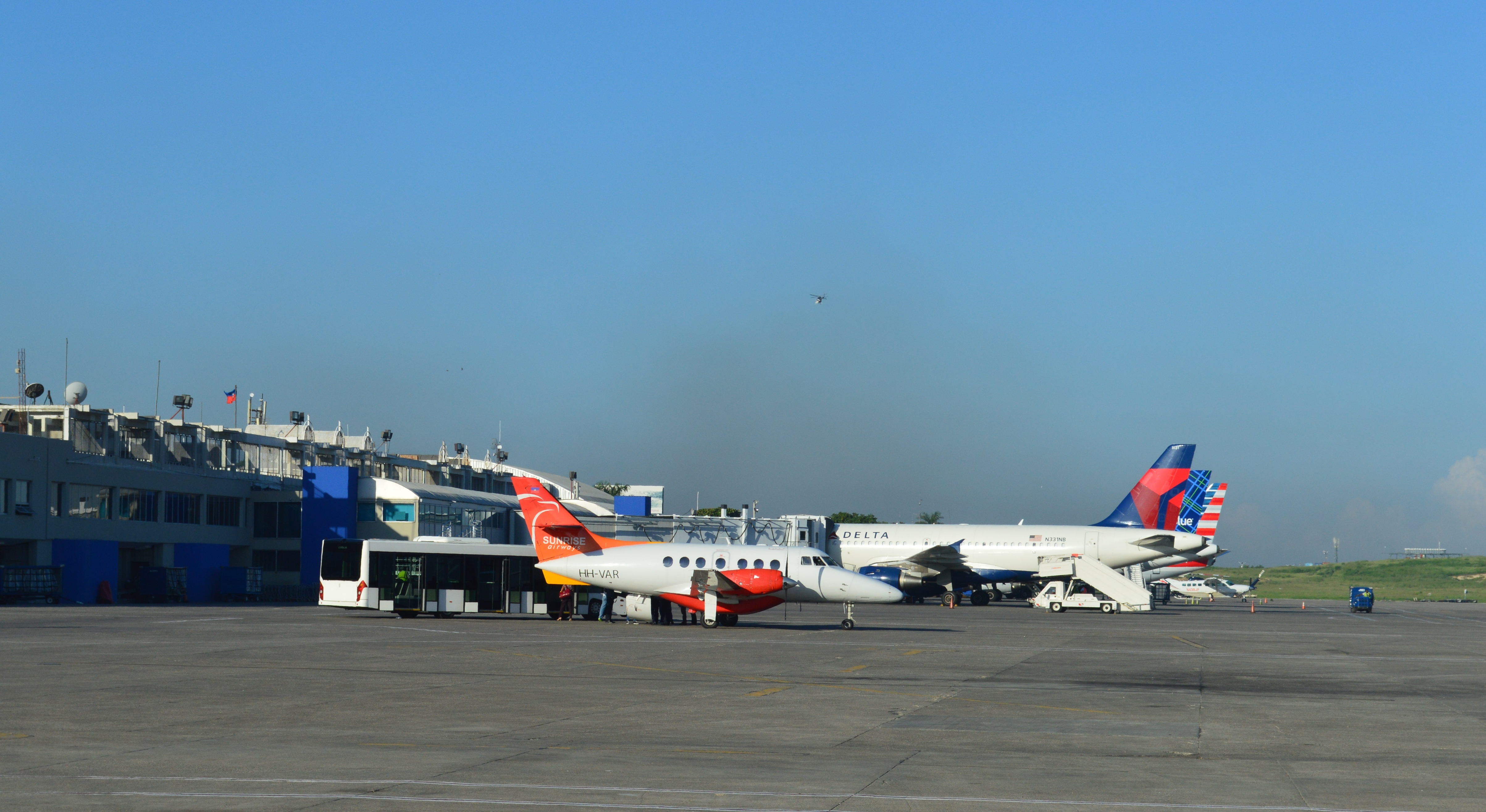
Kleinflugzeug der Sunrise Airways auf dem Flughafen Port-au-Prince

Sunrise Airways bietet Auslandsflüge an nach Providenciales, Santiago de Cuba, Santo Domingo. Innerhalb Haitis fliegt sie nach Port-au-Prince.

### Regionalflughäfen
| Ort                | Département | Start- und Landebahn | Name / Bemerkungen       |
| ------------------ | ----------- | -------------------- | ------------------------ |
| Regionalflughäfen  |             |                      |                          |
| Hinche             | Centre      | 810 m (unbefestigt)  |                          |
| Jacmel             | Sud-Est     | 1200 m (betoniert)   |                          |
| Jérémie            | Grand'Anse  | 1200 m (betoniert)   |                          |
| Les Cayes          | Sud         | 1117 m (betoniert)   | Aéroport Antoine-Simon   |
| Port-de-Paix       | Nord-Ouest  | 640 m (unbefestigt)  |                          |
| andere Landeplätze |             |                      |                          |
| Anse-à-Galets      | Ouest       | 746 m (unbefestigt)  | auf der Île de la Gonâve |
| Anse-Rouge         | Artibonite  | 590 m (unbefestigt)  |                          |
| Belladère          | Centre      | 1000 m (unbefestigt) |                          |
| Dame-Marie         | Grand'Anse  | 1000 m (Grass)       |                          |
| Fond-des-Blancs    | Sud         | 640 m (unbefestigt)  |                          |
| Môle-Saint-Nicolas | Nord-Ouest  | 960 m (unbefestigt)  |                          |
| Ouanaminthe        | Nord-Est    | 739 m (unbefestigt)  |                          |
| Phaeton            | Nord-Est    | 987 m (unbefestigt)  |                          |
| Pignon             | Nord        | 1100 m (unbefestigt) |                          |
| Port-Salut         | Sud         | 801 m (unbefestigt)  |                          |